# Liam Fontaine
Liam Vaughan Henry Fontaine (* 7. Januar 1986 in Beckenham, London) ist ein englischer Fußballspieler. Der Innenverteidiger steht bei Edinburgh City unter Vertrag.

## Karriere

### Verein
Liam Fontaine wurde in Beckenham einem Stadtteil der englischen Hauptstadt London geboren. Er begann seine Karriere ebenda, bei dem aus dem westlichen Londoner Innenstadtteil beheimateten FC Fulham. Am 5. Januar 2005 gab Fontaine sein Profidebüt für die Cottagers in der Premier League gegen den FC Southampton, als er für Liam Rosenior eingewechselt wurde. In den folgenden zwei Jahren kam er für den Verein nicht zum Einsatz. Es folgten für Fontaine insgesamt vier Leihstationen zu Yeovil Town (zweimal), dem FC Kilmarnock und Bristol City. Von den Rotkehlchen aus Bristol wurde Fontaine im Sommer 2006 fest verpflichtet. In den folgenden acht Jahren Stand er bei dem Verein unter Vertrag und absolvierte über 200 Pflichtspiele. In der Saison 2013/14 wurde er an Yeovil Town verliehen. Im August 2014 wurde der Innenverteidiger vom schottischen Zweitligisten Hibernian Edinburgh verpflichtet. Mit den Hibs gewann er 2016 als Zweitligist den schottischen Pokal. Ein Jahr später gelang der Aufstieg in die Premiership. Ab Januar 2018 spielte er bei Ross County.

### Nationalmannschaft
Liam Fontaine spielte in den Jahren 2001, 2002 und 2005 für die englischen Juniorennationalteams der U-16, U-17 und U-20-Altersklasse.

## Erfolge
mit Hibernian Edinburgh
- Schottischer Pokalsieger: 2016
- Schottischer Zweitligameister: 2017